# Marchesato di Spigno
Il marchesato di Spigno fu un feudo di uno dei rami della famiglia Del Carretto (detto appunto Del Carretto di Spigno) sino al XVI secolo, quando fu trasmesso agli Asinari, agli Invrea e infine ai Savoia.

## Collocazione
Il marchesato di Spigno era ubicato nella valle della Bormida di Spigno, una posizione di rilevante importanza strategica sin dall'antichità. Qui, per esempio, dovevano passare le legioni romane per raggiungere la Gallia narbonense. La Liguria di levante, infatti, era estremamente disagevole; occorreva quindi raggiungere la pianura padana e dal Forum Fulvii (Alessandria) percorrere la valle della Bormida e il colle di Cadibona sino al savonese, il cui litorale era percorso dalla via Julia Augusta sino in Gallia. Quest'itinerario restò per due millenni la principale via di collegamento fra l'Italia e la Francia, percorsa da numerosi eserciti.
Il marchesato era posto in una zona in cui l'antica strada attraversava il fiume a guado diverse volte, rendendo inevitabile il passaggio per il suo territorio. Comprendeva, oltre a Spigno, le sue frazioni di Montaldo, Rocchetta e  Turpino, e gli attuali comuni di Malvicino, Merana e Serole.

## Storia

### Origini
Le terre di Spigno appartennero alla marca aleramica e i discendenti di Aleramo vi fondarono nel 991 l'abbazia di San Quintino dotandola di beni ma ponendola sotto il controllo del vescovo di Vado (antica sede dei vescovi di Savona) per escludere ogni interferenza del presule di Acqui dai loro domini.
Il feudo fu ereditato dai marchesi di Bosco e Ponzone e poi dal solo ramo di Ponzone, che dovettero riconoscere la subordinazione feudale alla repubblica di Genova.

### I Del Carretto

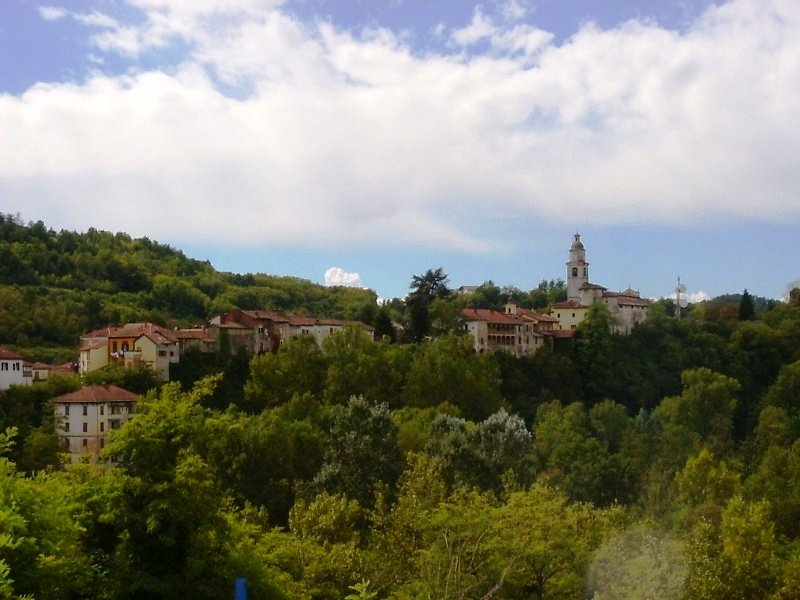
Veduta di Spigno Monferrato

Il 3 febbraio 1300 due terzi del possedimento furono ceduti da un ramo dei Ponzone (Tommaso, Enrico e Manfredino) ad Alberto Del Carretto, del ramo "ottoniano" di Dego-Cairo. e Malvicino.
Morto Alberto, la vedova Tubirgia Fieschi, tutrice del figlio Francesco, nel 1314 vendette i beni immobili acquistati dal marito a Giacomo Del Carretto, del ramo di Novello. Questi completò il possesso del mandamento di Spigno rilevando nel 1332 l'altro terzo da un'ulteriore linea dei marchesi di Ponzone, rappresentata da Raimondo, Oddino e Corradino.
I figli di Giacomo gestirono consortilmente il feudo, di cui ricevettero investitura dal doge di Genova nel 1350. Il patrimonio familiare, però, fu ripartito fra i nipoti e Spigno spettò a Francesco (o Franceschino), primogenito di Manfredo, che a sua volta era il figlio minore di Giacomo Del Carretto.
Francesco, ormai unico signore e consignore di Dego, fu quindi il vero capostipite del ramo dei Del Carretto di Spigno. Egli sposò Polia, figlia di Federico di Savoia.
I signori di Spigno continuarono a ricevere l'investitura dalla repubblica di Genova sino al 1419, anno in cui i genovesi cedettero al marchese Giovanni Giacomo del Monferrato, appena succeduto al padre Teodoro II, tutti i diritti sulle terre al di qua del passo dei Giovi con la condizione che non potesse trovarvi asilo nessun bandito genovese.
Giovanni Del Carretto di Spigno, quindi, giurò fedeltà ai Monferrato per i feudi di Dego, Merana e Malvicino e a Giovanni I Del Carretto, del ramo di Finale, per Altare e Dego. I signori di Spigno divennero così vassalli dei marchesi del Monferrato, ma il Sacro Romano Imperatore Sigismondo di Lussemburgo continuò a considerarsi proprietario di tutte quelle terre e, poiché Giangiacomo aveva partecipato alla lega ghibellina antiviscontea di Venezia e Firenze del 1426, il sovrano nominò suo vicario imperiale il duca di Milano ed obbligò anche i feudatari spignesi a ricevere da questi l'investitura.
Nel 1467 Amedeo IX di Savoia prese al marchese del Monferrato le terre di Spigno e Cremolino, che restituì ai Del Carretto per intercessione di Galeazzo Maria Sforza, duca di Milano.

### Gli Asinari e gli Invrea

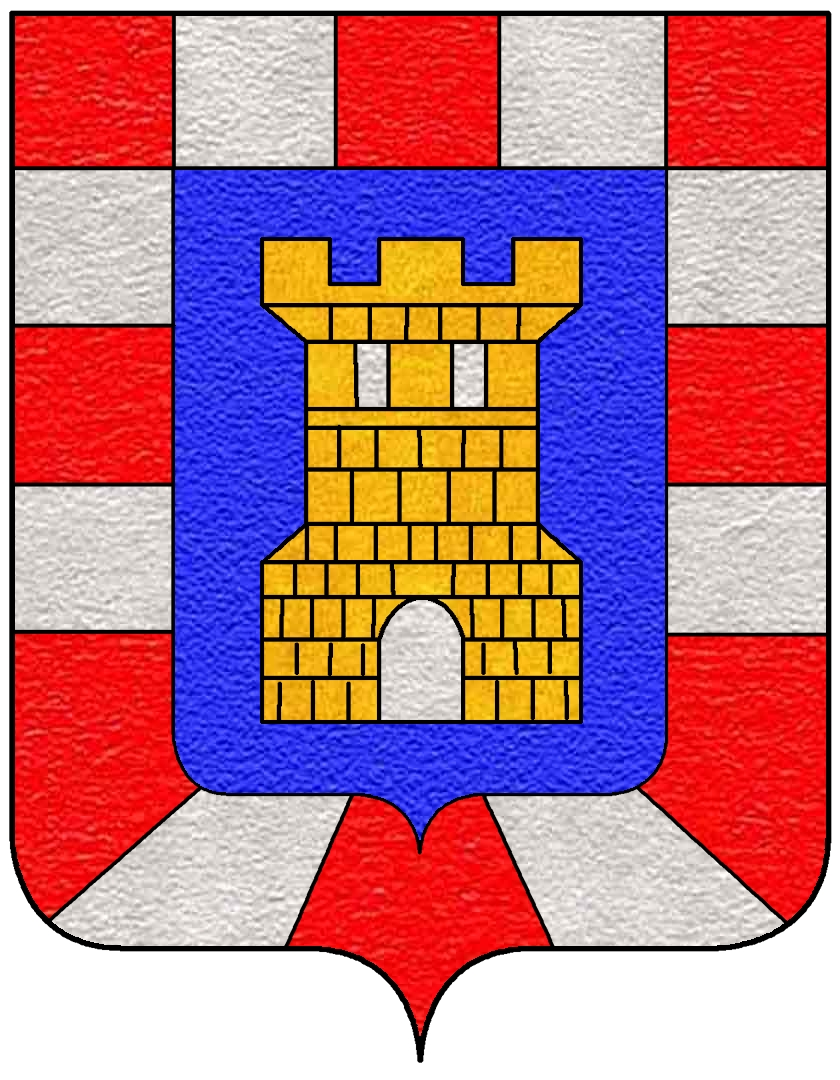
Lo stemma degli Asinari

Morto senza prole il marchese Tommaso Del Carretto, pronipote di Giovanni, l'11 agosto 1579 la signoria di Spigno venne devoluta a Luigi Asinari, signore di San Marzano e figlio di Marco e di Caterina Del Carretto, sorella di Tommaso, con due investiture successive (ciascuna per metà feudo) concesse dal re di Spagna Filippo II che era anche il duca di Milano.
A Luigi succedette il figlio Marcantonio, che ricevette una prima investitura dalla Camera Ducale di Milano nel 1612 ed un'altra nel 1615 da Filippo III re di Spagna, che il 1º maggio 1614 aveva elevato il feudo di Spigno a marchesato.
Gli succedette il primogenito Federico che il 13 novembre 1626 in Ratisbona fu investito del feudo dall'imperatore Ferdinando II d'Asburgo. Fu un uomo irrequieto, che, avendo trascorso la gioventù nel servizio militare, intendeva trattare con durezza e severità anche i suoi sudditi e vicini, e, nel 1637, le sue deplorevoli azioni fornirono al duca Vittorio Amedeo I di Savoia il pretesto per intervenire con le armi distruggendo il castello.
Federico riuscì a riprendere il potere e impose esose contribuzioni degli spignesi in tasse e in mano d'opera non retribuita per la ricostruzione del maniero. Fece erigere un palazzetto, nel borgo, presso l'oratorio. La popolazione reagì, cacciando l'odiato marchese con quattro giorni di combattimento ricordati come la "rivolta dei Farabutti", dal 20 al 23 gennaio 1659. Il 23 gennaio, dedicato a santa Emerenziana, sarà un giorno di festa a Spigno.
Per i suoi eccessi il marchese fu proscritto e privato dei feudi i quali rimasero alla Camera ducale di Milano che, dopo la morte di Federico, l'11 luglio 1668 ne investì il cognato e figlio adottivo Lelio Federico Invrea Asinari Del Carretto, nobile genovese, cui egli aveva già fatto donazione del marchesato nel 1665.
Nel 1687 Lelio Invrea, erede senza prole, concesse lo staterello al fratello Ippolito riservandosene l'usufrutto a vita.
Così nel 1691 a Lelio Invrea subentrò il germano Ippolito, poi, a questi, il figlio Giovanni Battista.

### I Savoia

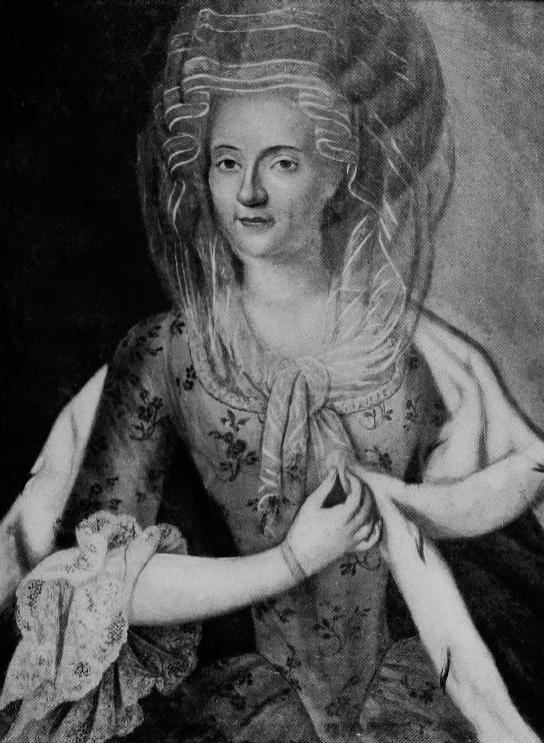
La marchesa di Spigno Anna Canalis

Carlo VI d'Asburgo riprese sotto l'imperiale giurisdizione il marchesato di Spigno, che nel 1724 vendette al re di Sardegna Vittorio Amedeo II di Savoia per la somma di 350 000 fiorini, riservandosi il diritto di transito per le proprie truppe.
Vittorio Amedeo, a sua volta, donò il marchesato di Spigno ad Anna Carlotta Teresa Canalis di Cumiana, vedova del conte Ignazio Novarina di San Sebastiano e sua consorte morganatica dal 12 agosto 1730.
A lei la magnifica comunità di Spigno prestò giuramento di fedeltà, come risulta dall'atto del 29 marzo 1731 sottoscritto dal notaio Giovanni Viazzo.
Rimasta vedova nel 1732, la marchesa di Spigno si ritirò nel monastero della Visitazione in Pinerolo, ove morì il 12 aprile 1769.
Il feudo e il titolo passarono a Pietro Novarina, suo figlio.
Dal 1789 al 1814 l'intero Piemonte, e dunque anche Spigno, fu posto sotto l'amministrazione napoleonica.

## Marchesi di Spigno (1614-1723/75)[6]
| Titolo   | Nome                                        | Periodo     | Consorte e note |
| Marchese | Marcantonio Asinari di San Marzano          | 1614 - 1643 | Costanza Spinola; discendente da Marco e Caterina Del Carretto, trascorse molti anni a Milano, per motivi di salute, mentre si avvicendavano al potere i figli Alfonso e Federico |
| Marchese | Alfonso Asinari                             | 1623 - 1638 | Maria Giovanna De Mari; ricevette l'investitura dall'imperatore Ferdinando II d'Asburgo |
| Marchese | Federico Asinari                            | 1638 - 1670 | Eleonora Rossi di San Secondo; marchese effettivo dal 1643, anno in cui morì il padre Marcantonio: privo di eredi adottò Lelio Invrea, rampollo di una grande famiglia genovese, proveniente da Ivrea |
| Marchese | Lelio Invrea                                | 1670 - 1691 | senza prole, scelse come successore il fratello Ippolito |
| Marchese | Ippolito Invrea                             | 1691 - 1699 | Vittoria Doria; gli fu revocata l'investitura a favore di un congiunto dei primi signori Del Carretto |
| Marchese | Isidoro Ludovico Del Carretto di Mombaldone | 1699 - 1713 | Maddalena Bonesana; gli succedette il fratello |
| Marchese | Francesco Domenico Del Carretto             | 1713 - 1723 | l'imperatore Carlo VI d'Asburgo disdisse la concessione ed esigé l'immediata restituzione del feudo che, il 14 dicembre 1724, sarà venduto, per la somma di 350.000 fiorini, al re di Sardegna Vittorio Amedeo II di Savoia; Francesco Domenico è stato dunque l'ultimo effettivo marchese di Spigno, dato che il sovrano sabaudo concederà il territorio, come dono di nozze, alla consorte morganatica Anna Canalis |
| Marchesa | Anna Canalis di Cumiana                     | 1731 - 1769 | Ignazio Francesco Novarina, Vittorio Amedeo II di Savoia |
| Marchese | Pietro Francesco Novarina di San Sebastiano | 1769 - 1775 | Adelaide Cisa di Grésy; figlio di Anna Canalis, lasciò il titolo al primogenito Luigi, ma il feudo ormai era sotto la completa giurisdizione dei Savoia |